# Dar'ja Kačanova
Dar'ja Dmitrievna Kačanova (in russo Дарья Дмитриевна Качанова?; Nižnij Novgorod, 17 settembre 1997) è una pattinatrice di velocità su ghiaccio russa.

## Palmarès

### Mondiali distanza singola
- 2 medaglie:
  - 1 argento (sprint a squadre a Salt Lake City 2020);
  - 1 bronzo (sprint a squadre a Inzell 2019).

### Europei distanza singola
- 2 medaglie:
  - 1 oro (sprint a squadre a Heerenveen 2020);
  - 1 argento (1000 m a Heerenveen 2020).

### Europei sprint
- 1 medaglia:
  - 1 argento (Collalbo 2019).

### Coppa del Mondo
- Miglior piazzamento nella Coppa del Mondo 500 m: 5ª nel 2020.
- Miglior piazzamento nella Coppa del Mondo 1000 m: 5ª nel 2019 e nel 2020.
- 7 podi (tutti individuali):
  - 3 secondi posti;
  - 4 terzi posti.

### Mondiali juniores
- 8 medaglie:
  - 4 ori (500 m e sprint a squadre a Changchun 2016; 500 m e 1000 m a Helsinki 2017);
  - 2 argenti (500 m a Varsavia 2015; 1000 m a Changchun 2016);
  - 2 bronzi (sprint a squadre a Varsavia 2015;  1500 m a Helsinki 2017).